# Giovanna d'Aragona (regina 1478)

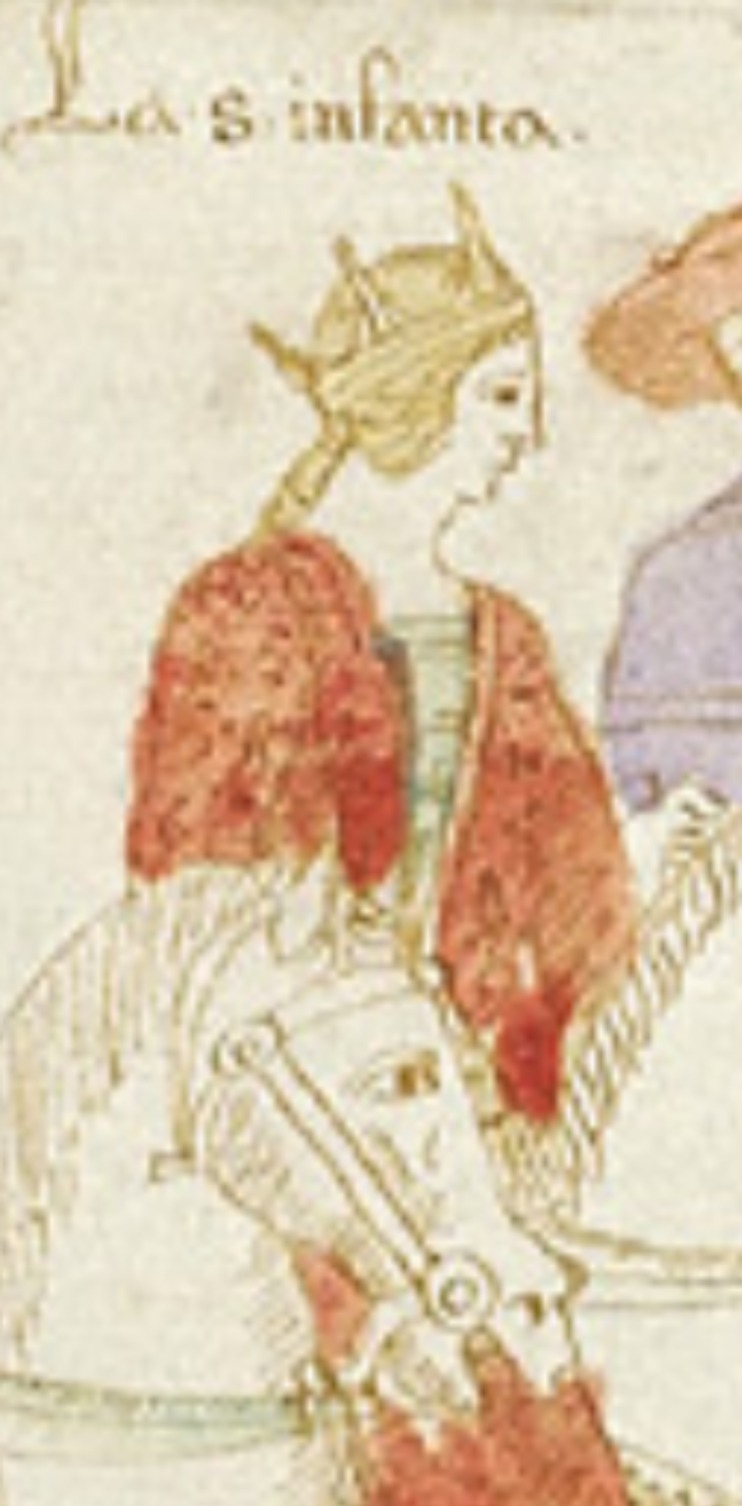
Miniatura dell'infanta Giovannella, Cronaca del Ferraiolo, fine XV secolo.

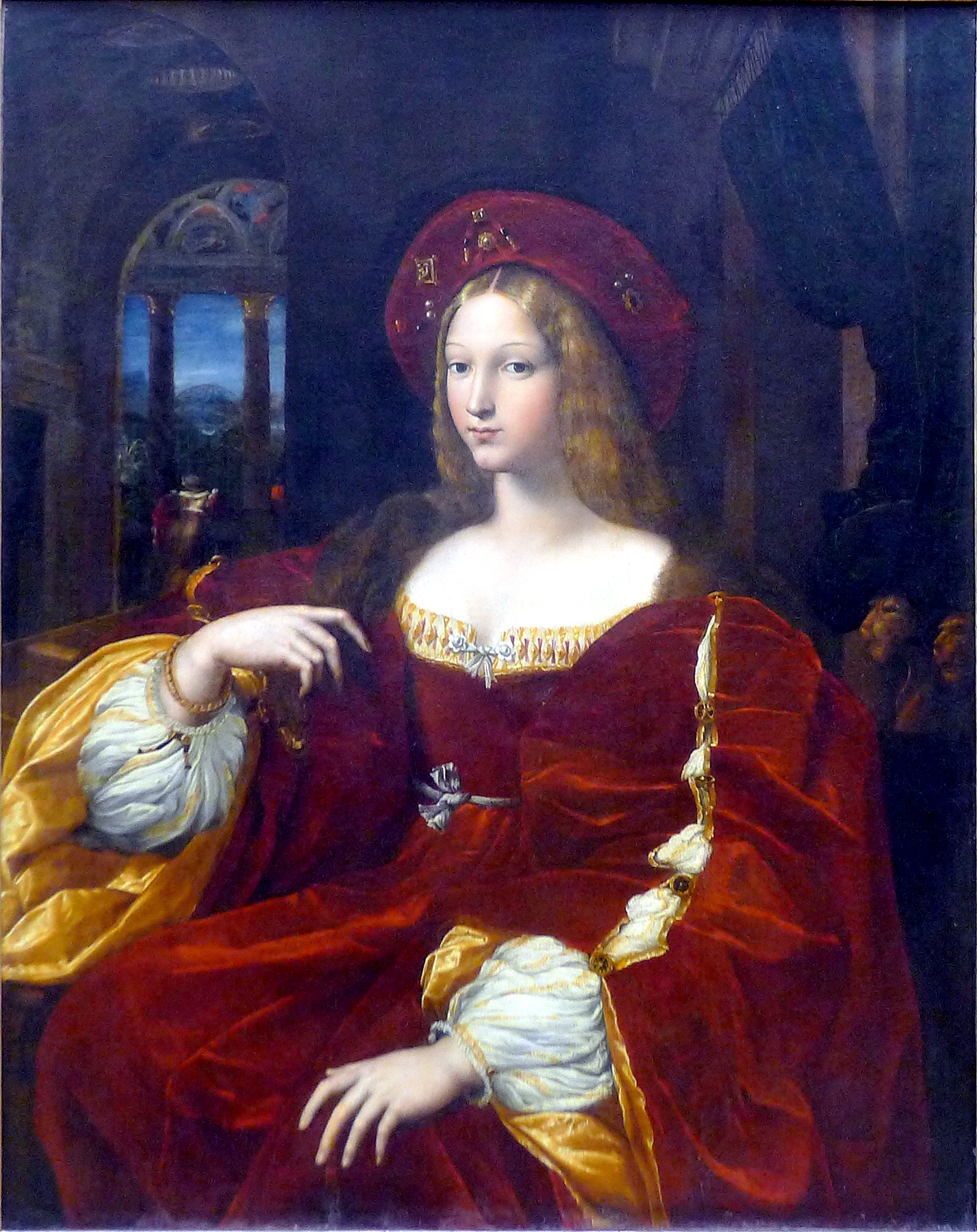
Ritratto di Dona Isabel de Requesens di Raffaello, da alcuni ritenuto un ritratto di Giovannella.

Giovanna d'Aragona, detta Giovannella, Giovanna di Napoli, o Giovanna IV (Napoli, 15 aprile 1479 – Napoli, 27 agosto 1518), fu regina di Napoli, in quanto consorte di Ferdinando II di Napoli e brevemente viceregina di Napoli.

## Biografia
Figlia del re Ferrante d'Aragona e della sua seconda moglie Giovanna d'Aragona. Ricevette alla nascita il medesimo nome della madre, ma per distinguerla da quest'ultima si era soliti chiamarla col diminutivo Giovannella.
Era senz'altro bionda, e pare avesse anche occhi chiari; era solita portare il coazzone secondo la moda spagnola importata a Napoli dalla madre. Nei primi anni ebbe per sorella adottiva la nipote Beatrice d'Este, cresciuta con lei in Castel Nuovo, cui era molto affezionata. Quando, nel 1485, Ferrante dovette a malincuore restituirla ai veri genitori, la separazione fu molto dolorosa per Giovannella, che la pianse con grande dolore e stentava a lasciarla. Rimasta da sola, la sua infanzia trascorse comunque tranquilla tra le amorevoli cure dei genitori, finché il padre non venne a morte nel 1494 ed il regno fu invaso dai francesi.
Allora Giovannella, già figlia di due cugini, sposò il 28 febbraio 1496 il nipote Ferrandino, divenuto re di Napoli a seguito dell'abdicazione del padre Alfonso II. Il matrimonio avrebbe infatti assicurato al giovane re il sostegno del re di Spagna, della quale la ragazza era nipote, sostegno di cui necessitava per scacciare definitivamente i francesi dal regno. Secondo voci poco chiare raccolte dal Sanudo, Giovannella sarebbe stata incinta del nipote ancor prima d'aver contratto le nozze, ma ella non partorì alcun figlio.
Al momento delle nozze la sposa aveva diciassette anni, lo sposo ventinove. Ferrandino morì poco dopo le nozze, stremato dalla malaria e dalle fatiche di tre anni di guerra, ed ella non si risposò più. Quantunque la loro unione fosse stata decisa per ragioni politiche, parrebbe che i due si fossero voluti bene se Ferrandino, pur ridotto allo stremo delle forze, volle ugualmente incoronare di propria mano la regina, e se si disse ch'egli moriva "per troppo usare il coito con la moglie che non se vedeva satolla". Il marito d'altronde era considerato unanimemente un giovane uomo bello, valoroso e magnanimo.
Anche Giovannella era ammalata di febbri nello stesso periodo del marito: la notizia della morte di lui le dette un tanto grande dolore che si aggravò ancor di più nella malattia. Riferisce infatti il cronista Malipiero:
(Malipiero, p. 473)
Da allora prese a firmarsi sempre e soltanto "la triste Reyna". Si aveva speranza che fosse gravida, così da salvaguardare la successione, ma anche stavolta la notizia si rivelò falsa.
La vedova era stata promessa sposa in verità già dallo stesso Ferrandino morente, si dice, all'altro nipote Ferdinando, figlio dello zio Federico, il quale divenne alla sua morte l'ultimo re di Napoli della dinastia aragonese. Il secondo matrimonio tuttavia non avvenne mai poiché il promesso sposo era all'epoca un bambino e Federico perdette il regno prima che questi raggiungesse l'età adulta.
A seguito di questi eventi Giovannella si recò in Spagna con la madre, poi tornò a Napoli, dove finì i suoi giorni nella residenza di Castel Capuano che aveva ospitato sia lei sia, brevemente, le altre sventurate donne della casa d'Aragona di Napoli.
Stando ai Successi Tragici et Amorosi di Silvio e Ascanio Corona, una raccolta di novelle nelle quali si raccolgono i segreti dei membri della corte aragonese di Napoli, vari anni dopo essere rimasta vedova Giovannella intraprese una relazione col nobile spagnolo Hernando de Alarcón, col quale visse more uxorio. Alcuni autori hanno avanzato l'ipotesi che da questi abbia avuto almeno un figlio naturale, Fernando Ruiz de Alarcón.

## Ascendenza
|                        |                        |                                      | Genitori                                                     |  |  | Nonni |  |  | Bisnonni                |  |  | Trisnonni               |  |
|                        |                        |                                      |                                                              |  |  |       |  |  | Ferdinando I di Aragona |  |  | Giovanni I di Castiglia |  |
|                        |                        |                                      |                                                              |  |  |       |  |  | Ferdinando I di Aragona |  |  | Giovanni I di Castiglia |  |
|                        |                        | Eleonora d'Aragona                   |                                                              |  |  |       |  |  | Ferdinando I di Aragona |  |  |                         |  |
| Alfonso V d'Aragona    |                        |                                      |                                                              |  |  |       |  |  | Ferdinando I di Aragona |  |  |                         |  |
|                        |                        | Eleonora d'Alburquerque              | Sancho Alfonso d'Alburquerque                                |  |  |       |  |  |                         |  |  |                         |  |
|                        |                        | Eleonora d'Alburquerque              | Sancho Alfonso d'Alburquerque                                |  |  |       |  |  |                         |  |  |                         |  |
|                        |                        | Eleonora d'Alburquerque              | Beatrice del Portogallo                                      |  |  |       |  |  |                         |  |  |                         |  |
| Ferdinando I di Napoli |                        | Eleonora d'Alburquerque              |                                                              |  |  |       |  |  |                         |  |  |                         |  |
|                        |                        | Enrico Carlino                       | …                                                            |  |  |       |  |  |                         |  |  |                         |  |
|                        |                        | Enrico Carlino                       | …                                                            |  |  |       |  |  |                         |  |  |                         |  |
|                        |                        | Enrico Carlino                       | …                                                            |  |  |       |  |  |                         |  |  |                         |  |
| Giraldona Carlino      |                        | Enrico Carlino                       |                                                              |  |  |       |  |  |                         |  |  |                         |  |
|                        |                        | Isabella Carlino                     | …                                                            |  |  |       |  |  |                         |  |  |                         |  |
|                        |                        | Isabella Carlino                     | …                                                            |  |  |       |  |  |                         |  |  |                         |  |
|                        |                        | Isabella Carlino                     | …                                                            |  |  |       |  |  |                         |  |  |                         |  |
| Giovanna d'Aragona     |                        | Isabella Carlino                     |                                                              |  |  |       |  |  |                         |  |  |                         |  |
|                        | Ferdinando I d'Aragona | Giovanni I di Castiglia              |                                                              |  |  |       |  |  |                         |  |  |                         |  |
|                        | Ferdinando I d'Aragona | Giovanni I di Castiglia              |                                                              |  |  |       |  |  |                         |  |  |                         |  |
|                        | Ferdinando I d'Aragona | Leonor d'Aragona                     |                                                              |  |  |       |  |  |                         |  |  |                         |  |
| Giovanni II d'Aragona  | Ferdinando I d'Aragona |                                      |                                                              |  |  |       |  |  |                         |  |  |                         |  |
|                        |                        | Eleonora d'Alburquerque              | Sancho d'Alburquerque                                        |  |  |       |  |  |                         |  |  |                         |  |
|                        |                        | Eleonora d'Alburquerque              | Sancho d'Alburquerque                                        |  |  |       |  |  |                         |  |  |                         |  |
|                        |                        | Eleonora d'Alburquerque              | Beatriz del Portogallo                                       |  |  |       |  |  |                         |  |  |                         |  |
| Giovanna d'Aragona     |                        | Eleonora d'Alburquerque              |                                                              |  |  |       |  |  |                         |  |  |                         |  |
|                        |                        | Federico Enríquez de Mendoza         | Alfonso Enríquez                                             |  |  |       |  |  |                         |  |  |                         |  |
|                        |                        | Federico Enríquez de Mendoza         | Alfonso Enríquez                                             |  |  |       |  |  |                         |  |  |                         |  |
|                        |                        | Federico Enríquez de Mendoza         | Juana de Mendoza y Ayala                                     |  |  |       |  |  |                         |  |  |                         |  |
| Giovanna Enríquez      |                        | Federico Enríquez de Mendoza         |                                                              |  |  |       |  |  |                         |  |  |                         |  |
|                        |                        | Mariana Fernández de Córdoba y Ayala | Diego Fernández de Córdova, I Signore di Baena               |  |  |       |  |  |                         |  |  |                         |  |
|                        |                        | Mariana Fernández de Córdoba y Ayala | Diego Fernández de Córdova, I Signore di Baena               |  |  |       |  |  |                         |  |  |                         |  |
|                        |                        | Mariana Fernández de Córdoba y Ayala | Inés de Ayala y Toledo, III Signora di Casarrubios del Monte |  |  |       |  |  |                         |  |  |                         |  |
|                        |                        | Mariana Fernández de Córdoba y Ayala |                                                              |  |  |       |  |  |                         |  |  |                         |  |